# Kapova-barlang
A Kapova-barlang (orosz: Капова пещера), ismert Sulgan-Tas néven is (baskír: Шүлгәнташ) mészkő karsztbarlang Oroszországban, Baskíriában, Ufától kb. 200 km-re délkeletre, az Urál déli részén. A barlang, amely a Belaja folyón, a Sulgan-Tas természetvédelmi területen található, leginkább 16 000 éves, felső-paleolit kori barlangfestményeiről és barlangrajzairól ismert.
A barlang bejárata a Szarikuszkan (Сарыкускан) hegy déli lejtőjén található; 30 méter magas. A barlang bejáratától balra tó található, ebből ered a Sulgan (Шульган) folyó. A barlangot a rajta végigfolyó föld alatti Sulgan (Подземный Шульган) folyó hozta létre. A háromszintes barlangrendszer körülbelül 3 km hosszú, függőleges kiterjedése 165 m, találhatóak benne szifonok, nagy csarnokok, galériák, víz alatti tavak és a folyó.
Az Ignatyevka-barlang a Kapovától körülbelül 120 km-re található.
- A barlang bejárata
- Barlangfestmények
- Barlangfestmények (másolat)

## Fordítás
- Ez a szócikk részben vagy egészben  a   Kapova Cave című angol Wikipédia-szócikk ezen változatának fordításán alapul.  Az eredeti cikk szerkesztőit annak laptörténete sorolja fel. Ez a jelzés csupán a megfogalmazás eredetét és a szerzői jogokat jelzi, nem szolgál a cikkben szereplő információk forrásmegjelöléseként.

## Külső hivatkozások
- The real story of Russia Kapova Cave
- Official website of the Shulgan-Tash Natural Reserve